# André Collin (peintre)
Pour les articles homonymes, voir André Collin et Collin.
Ne doit pas être confondu avec André Colin.
André Collin, né à Spa en 1862 et mort en 1930 à Bruxelles, est un peintre belge.

## Biographie
Élève de Jean-François Portaels à l'Académie de Bruxelles puis, à Paris de Jules Lefebvre
Membre du Salon des artistes français, il y obtient une mention honorable en 1890.